# Bideford AFC
Bideford AFC (celým názvem: Bideford Association Football Club) je anglický fotbalový klub, který sídlí ve městě Bideford v nemetropolitním hrabství Devon. Založen byl v roce 1946. Od sezóny 2018/19 hraje v Southern Football League Division One South (8. nejvyšší soutěž). Klubové barvy jsou červená a bílá.
Své domácí zápasy odehrává na stadionu The Sports Ground s kapacitou 6 000 diváků.

## Úspěchy v domácích pohárech
Zdroj: 
- FA Cup
  - 1. kolo: 1964/65, 1973/74, 1977/78, 1981/82
- FA Trophy
  - 2. kolo: 1969/70
- FA Vase
  - Semifinále: 2003/04

## Umístění v jednotlivých sezonách
Stručný přehled
Zdroj: 
- 1949–1950: Western Football League (Division Three)
- 1950–1952: Western Football League (Division Two)
- 1952–1960: Western Football League (Division Three)
- 1960–1972: Western Football League
- 1972–1975: Southern Football League (Division One South)
- 1975–1976: Western Football League
- 1976–2010: Western Football League (Premier Division)
- 2010–2012: Southern Football League (Division One South & West)
- 2012–2016: Southern Football League (Premier Division)
- 2016–2017: Southern Football League (Division One South & West)
- 2017–2018: Southern Football League (Division One West)
- 2018– : Southern Football League (Division One South)

Jednotlivé ročníky
Zdroj: 
Legenda: Z – zápasy, V – výhry, R – remízy, P – porážky, VG – vstřelené góly, OG – obdržené góly, +/- – rozdíl skóre, B – body, červené podbarvení – sestup, zelené podbarvení – postup, fialové podbarvení – reorganizace, změna skupiny či soutěže
| Sezóny  | Liga                                                 | Úroveň | Z  | V  | R  | P  | VG | OG | +/- | B  | Pozice |
| ------- | ---------------------------------------------------- | ------ | -- | -- | -- | -- | -- | -- | --- | -- | ------ |
| 2009/10 | Western Football League (Premier Division)           | 9      | 38 | 27 | 6  | 5  | 93 | 37 | +56 | 87 | 1.     |
| 2010/11 | Southern Football League (Division One South & West) | 8      | 40 | 17 | 7  | 16 | 68 | 73 | -5  | 58 | 10.    |
| 2011/12 | Southern Football League (Division One South & West) | 8      | 40 | 28 | 8  | 4  | 77 | 41 | +36 | 92 | 1.     |
| 2012/13 | Southern Football League (Premier Division)          | 7      | 42 | 11 | 9  | 22 | 58 | 73 | -15 | 42 | 20.    |
| 2013/14 | Southern Football League (Premier Division)          | 7      | 44 | 18 | 13 | 13 | 75 | 64 | +11 | 67 | 8.     |
| 2014/15 | Southern Football League (Premier Division)          | 7      | 44 | 16 | 7  | 21 | 66 | 85 | -19 | 55 | 15.    |
| 2015/16 | Southern Football League (Premier Division)          | 7      | 46 | 8  | 13 | 25 | 38 | 88 | -50 | 37 | 23.    |
| 2016/17 | Southern Football League (Division One South & West) | 8      | 42 | 15 | 12 | 15 | 61 | 58 | +3  | 57 | 10.    |
| 2017/18 | Southern Football League (Division One West)         | 8      | 42 | 21 | 9  | 12 | 79 | 58 | +21 | 72 | 8.     |
| 2018/19 | Southern Football League (Division One South)        | 8      | 38 |    |    |    |    |    |     |    |        |